# Ashland, Pennsylvania
Ashland är ett borough i Columbia County, och Schuylkill County, i Pennsylvania. Orten har fått sitt namn efter Henry Clays plantage Ashland i Lexington i Kentucky. Vid 2010 års folkräkning hade Ashland 2 817 invånare.